# Žikava
Žikava (hongrois : Zsikva, Sicava ou encore Sycava) est un village et l'une des 32 communes du district de Zlaté Moravce dans la Région de Nitra, dans la partie ouest-central de l'actuelle Slovaquie.

## Histoire
Il se situe historiquement dans le comté de Bars, au sein du royaume de Hongrie, et cela jusqu'au traité de Trianon. Le village est mentionné pour la première fois en 1075: Sikua ou Sichoua, Sichoa (1209), Sitva (1293). Le village appartient alors à l'abbaye de Garamszentbenedek. Il fait partie à partir de 1388 des domaines attachés au château de Hrussó, à 40 lieues au nord de Komárno, qui appartient en 1486 par donation du roi Matthias (sous le nom Sykawa) à Gergely Lábatlani, gouverneur des domaines du primat de Hongrie, puis aux frères András et János Both de Bajna jusqu'en 1492. Une branche de cette famille prendra le nom de ce village : les Both puis Burchard, de Bélavár et Sykava. Il appartient plus tard au domaine de Tapolcsány, possession de la famille Keglević puis des princes Charles-Louis et Joseph. On trouve encore les orthographes suivantes: Zikawa (1773), Žikawa (1808), le nom hongrois moderne étant Zsikva.
Un péage local est mentionné pour la première fois en 1424. Le village est mentionné sous la forme de Sykawa en 1486 dans une lettre de don du roi Mathias.
Le village est rasé par les Turcs en 1573 et sera peu à peu reconstruit. On compte en 1601 une trentaine de maisons et, en 1828, 47 maisons et 322 habitants. Le cartographe János Korabinszky (hu) mentionne le village en 1786 sous la forme de Zikava et évoque sa renommée pour son élevage d'écrevissess.
Une église catholique romaine de style néoclassique y est construite en 1780, et reconstruite en 1849. En 1910, la majorité des 589 habitants sont slovaques, avec une importante minorité magyare.
Les habitants y sont historiquement des agriculteurs et des éleveurs d'écrevissess, d'où la présence d'une écrevisse, d'épis de blé et de faux sur les armoiries modernes du village.

## Géographie
La municipalité se trouve à une altitude de 281 mètres et représente une superficie de 11,291 km2. Sa population est d'environ 550 habitants.
La rivière Žikava (Rybník Žikava en slovaque) traverse le village. La ville de Zlaté Moravce se situe à 8 km au nord.

## Démographie

### Évolution de la population
| Année:               | 1994. | 2004.   | 2014.   | 2024.   |
| -------------------- | ----- | ------- | ------- | ------- |
| Nombre de personnes: | 592   | 545     | 518     | 534     |
| Différence:          |       | -7,93 % | -4,95 % | +3,08 % |

| Année:               | 2023. | 2024. |
| -------------------- | ----- | ----- |
| Nombre de personnes: | 534   | 534   |
| Différence:          |       | +0 %  |